# Wonojati
Wonojati is een bestuurslaag in het regentschap Jember van de provincie Oost-Java, Indonesië. Wonojati telt 8280 inwoners (volkstelling 2010).